# Mistrovství světa v zápasu ve volném stylu 2008
Mistrovství světa v zápase ve volném stylu 2008 se uskutečnilo v japonském Tokiu od 11. října do 13. října 2008.

## Výsledky

### Volný styl ženy
| Kategorie | Zlato             | Stříbro          | Bronz                | Bronz                  |
| --------- | ----------------- | ---------------- | -------------------- | ---------------------- |
| 48 kg     | Clarissa Chun     | Zhuldyz Eshimova | Makiko Sakamoto      | Su Guibei              |
| 51 kg     | Hitomi Sakamotová | Maryna Markevich | Vanessa Boubryemm    | Yuliya Blahinya        |
| 55 kg     | Saori Jošidaová   | Tetyana Lazareva | Tatiana Padilla      | Brittanee Laverdure    |
| 59 kg     | Ayako Shoda       | Natalia Golts    | Elvira Mursalova     | Agata Pietrzyk         |
| 63 kg     | Mio Nishimaki     | Lubov Volosova   | Meng Lili            | Audrey Prieto          |
| 67 kg     | Martine Dugrenier | Mami Shinkai     | Kateryna Burmistrova | Ochirbatyn Nasanburmaa |
| 72 kg     | Stanka Zlatevová  | Hong Yan         | Kyoko Hamaguchi      | Ohenewa Akuffo         |

## Týmové hodnocení
| Pořadí | Ženy volný styl | Ženy volný styl |
| Pořadí | Tým             | Body            |
| ------ | --------------- | --------------- |
| 1      | Japonsko        | 65              |
| 2      | Kanada          | 42              |
| 3      | Rusko           | 40              |
| 4      | USA             | 31              |
| 5      | Ukrajina        | 31              |
| 6      | Čína            | 29              |
| 7      | Mongolsko       | 23              |
| 8      | Bělorusko       | 18              |
| 9      | Francie         | 17              |
| 10     | Ázerbájdžán     | 14              |